# 雷氏蝴蝶魚
雷氏蝴蝶魚，又稱格紋蝴蝶魚，俗名網蝶，為輻鰭魚綱鱸形目蝴蝶魚科的其中一種。

## 分布
本魚分布於印度太平洋區，包括東非、亞丁灣、模里西斯、馬爾地夫、印度、斯里蘭卡、馬來西亞、泰國、菲律賓、印尼、中國南海、東海、日本、台灣、越南、新幾內亞、所羅門群島、澳洲、馬里亞納群島、馬紹爾群島、密克羅尼西亞、帛琉、諾魯、斐濟群島、夏威夷群島、法屬波里尼西亞、復活節島、加拉巴哥群島、東加、吉里巴斯、吐瓦魯、萬納杜、薩摩亞群島、厄瓜多、墨西哥等海域。

## 深度
水深1至15公尺。

## 特徵
本魚體黃色，具黑眼帶，背鰭鰭條部有一寬黑縱帶和基底平行，在臀鰭基部則有一細黑紋。尾鰭近基部亦有一黑橫帶，且尾鰭後半部白色。體側沿鱗列有許多淡褐色交錯平行紋路，使體側看起來有如網目一般。鰭硬棘12至13枚、軟條21至23枚；臀鰭硬棘3枚、軟條19枚。體長可達20公分。

## 生態
本魚棲息於珊瑚礁平台或靠內灣的靜水域。非常膽小，稍有驚嚇就躲在石縫中。屬肉食性，以海葵、多毛類和珊瑚蟲為食。

## 經濟利用
為高價值觀賞性魚類，不供食用。